# Adaptive Server Enterprise
 (juillet 2019).
Si vous disposez d'ouvrages ou d'articles de référence ou si vous connaissez des sites web de qualité traitant du thème abordé ici, merci de compléter l'article en donnant les références utiles à sa vérifiabilité et en les liant à la section « Notes et références ».
Adaptive Server Enterprise (ASE) est un système de gestion de base de données relationnelle (SGBDR) de Sybase Inc. qui s'exécute sous Linux et d'autres systèmes d'exploitation basés sur Unix, Windows NT, Windows 2000 et Mac OS. ASE a évolué à partir d'un programme appelé Sybase SQL Server, publié pour la première fois dans les années 1980. Bien que ASE soit un programme propriétaire, des versions gratuites sont disponibles. ASE est conçu principalement pour être utilisé sur des serveurs haut de gamme. Selon Sybase, il est particulièrement efficace pour la gestion des charges de travail OLTP (traitement des transactions en ligne). ASE Version 15, publiée en septembre 2005, inclut le défilement du curseur, les services de messagerie, la mise à jour automatique, des assistants de travail spécialisés, la prise en charge de très grands serveurs (VLSS), le stockage et le traitement natifs de documents XML, le cryptage amélioré et un moteur de traitement des requêtes.
Avant 1994, Sybase SQL Server évoluait dans le même sens que Microsoft SQL Server. Ensuite, Microsoft a acheté une copie du code source du serveur Sybase SQL et a commencé à concevoir son produit selon une ligne différente. Quelques années plus tard, Sybase a renommé son produit ASE (pour le distinguer du produit Microsoft) et a publié ASE version 11.5.